# Tapwave Zodiac

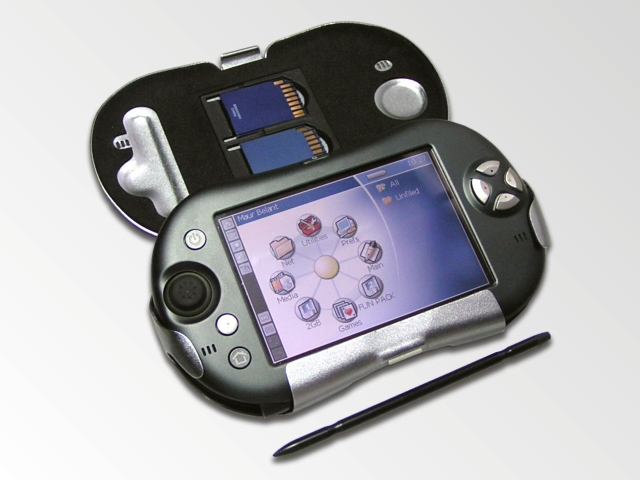
Tapwave Zodiac mit Stift

Tapwave Zodiac ist eine Kombination einer mobilen Spielkonsole (Handheld-Konsole), einem Organizer und einem Media Player, die von dem Unternehmen Tapwave im Oktober 2003 auf den Markt gebracht wurde.
Das US-amerikanische Unternehmen Tapwave wurde 2001 von Peng Lim und Byron Connell, zwei ehemaligen Palm-Managern, gegründet. Weitere Palm-Spezialisten wie Marian Cauwet und David Wenning gesellten sich zu Tapwave, dessen erstes Produkt den Codenamen Helix trug.
Ende 2004 wurde der Zodiac auch in England vertrieben und eine Veröffentlichung in Deutschland war für 2005 geplant. Bevor es dazu kam, gab Tapwave Ende Juli 2005 bekannt, vor der Konkurrenz zu kapitulieren. Mittlerweile wurden die Rechte am Zodiac an Motorola verkauft.

## Technische Daten
- CPU: i.MX1 ARM9 getaktet mit 200 MHz
- GPU: ATI Imageon
- RAM: Zodiac 1: 32 MB (20 MB nutzbar) / Zodiac 2: 128 MB (116 MB nutzbar)
- Display: 3,8" Touchscreen mit 480×320 Pixeln und 65.536 Farben, wahlweise horizontal oder vertikal benutzbar
- Sound: Soundchip von Yamaha, Stereosound, 3,5 mm Kopfhörerausgang
- Betriebssystem: PalmOS 5.2T (modizifiert)
- Spieleengine: Fathammer X-Forge
- Erweiterungsmöglichkeiten: 2 SD-Card-Steckplätze, einer davon SDIO-fähig.
- Kommunikation: USB 2.0, Bluetooth 1.1
- Bedienelemente: 1 Joystick, 4 Aktionstasten, 2 Schultertasten, 4 Systemtasten ("Power", "Bluetooth", "Function", "Home"), Stift
- Sonstiges: Vibrationsmotor für Spiele und andere Anwendungen
- Akku: 1540 mAh
- Größe: 143 × 79 × 14 mm
- Gewicht: 170 g

## Trivia
- Der SDIO-Slot unterstützt nicht nur die Palm-WLAN-Karte, sondern auch die WLAN-Karten von SanDisk.
- Neben Anwendungen, welche allgemein für PalmOS geschrieben wurden, gibt es auch angepasste Versionen, welche die besonderen Eigenschaften (Grafikbeschleuniger) des Zodiac ausnutzen. Jedoch ist der Zugriff auf die Zodiac-Hardware nur für vom Hersteller signierte Software möglich. Allerdings kursiert seit Einstellen des Verkaufs seitens Tapwave ein Softwaretool, welches auch die Ausführung unsignierter Programme ermöglicht. Jedoch ist die rechtliche Situation nicht unumstritten.
- Auch Freeware unterstützt die Zusatzhardware des Zodiac, wie z. B. der Videoplayer TCPMP.